# Frieda Tiltsch
Frieda Tiltsch (* 21. Februar 1922; † 11. Juli 1994) war eine österreichische Diskuswerferin.
Bei den Olympischen Spielen kam sie 1948 in London auf den neunten und 1952 in Helsinki auf den 18. Platz.
1946 und 1950 wurde sie Österreichische Meisterin. Ihre persönliche Bestleistung von 42,36 m stellte sie am 18. Mai 1952 in Budapest auf.